# 애자

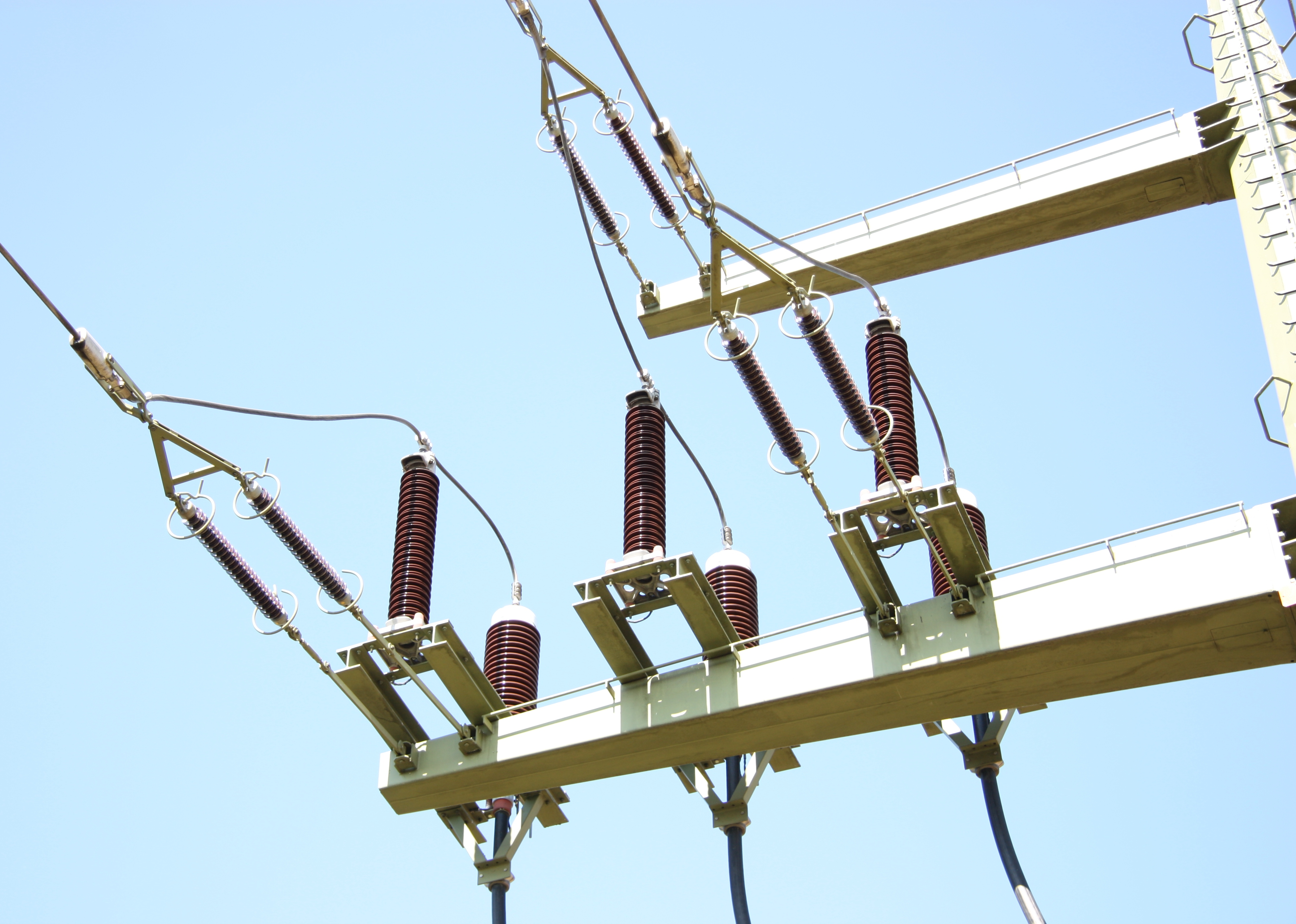
애자

애자(碍子, insulator)는 전선과 그 지지물과의 사이를 절연하기 위해 사용하는 기구이다. 일반적으로는 전주 · 철탑(송전탑) 등에 장착되는 전력용 또는 전신용의 것을 가리키지만, 점화 플러그나 전열기 등에 있어서의 전선을 절연하는 기구를 가리키는 경우도 있다.

## 특징
송전선 등에서 사용되는 것으로, 전기 절연성이나 야외에서의 내후성(耐候性)과 기계적인 강도가 요구되기 때문에, 주로 도자기를 소재로 하고 있다. 유럽이나 구 공산권(예: 중앙 유럽, 러시아, 몽골) 등지의 송전선에는 유리로 만들어진 것도 있다. 또, 북미 · 중동 등을 중심으로 경량인 폴리머 애자가 보급되어 있다.
고압 전선을 지지하는 경우에는 통상 애자를 개입시켜 전신주나 철탑 등에 유지된다. 초고압 송전선에서는 절연성 확보를 위해 수 미터의 길이에 이르는 것도 사용된다. 또, 전선의 장력을 지우기 위한 지선의 절연 확보에는 구슬 애자가 사용된다.
애자를 여러 개 이어 놓은 것을 애자련(碍子連, insulator string)이라 한다.

## 용도에 따른 구분
- 송전선용
  - 현수(懸垂)애자
  - 장간(長幹)애자
  - 내무(耐霧)애자
- 배전선용
  - 핀애자
- 옥내배선용
  - 놉애자
  - 애관(碍管)·클리트 애자
- 차단기 ·피뢰기용
  - 지지애자

## 같이 보기
- 절연체
- 전봇대